# 市川エフエム放送
市川エフエム放送株式会社（いちかわエフエムほうそう）は、かつて千葉県市川市の一部地域を放送区域として超短波放送（FM放送）を行なっていた特定地上基幹放送事業者である。
いちかわエフエムの愛称でコミュニティ放送を行なっていた。

## 概要
1998年（平成10年）に開局した。周波数の「83.0」にちなみ8月30日に開局する予定だったが、都合により9月20日10時に開局した。市川市では1995年（平成7年）、市川市民まつりにおいてイベント放送局「市川市民まつりFM」（呼出符号JOBZ-FM、周波数76.2MHz）が開局した。これを契機としてコミュニティ放送局開局に至った。
2016年（平成28年）11月30日23時17分に放送休止し、同日付けで関東総合通信局に放送休止届を提出した。翌12月1日に自己破産を千葉地方裁判所に申請し受理される。赤字経営が続き業績改善ができなかったもので、12月5日に破産手続きの開始が決定された。
放送休止後、社員や出演者のインターネットによる情報発信が続いた。
2017年（平成29年）6月には、特定地上基幹放送局が廃止された。
その後、浦安市のエフエム浦安が放送機材を取得し、本社・演奏所（スタジオ）・送信所を移転して、7月14日に放送を開始した。電波法令上は、エフエム浦安の特定地上基幹放送局の設置場所、周波数、空中線電力の変更であり、事業譲渡や法人の合併による免許人の地位承継ではない。すなわち市川エフエム放送の事業を引き継いだものではなく、番組も継続されたものはない。

### 演奏所・送信所
- 本社、スタジオ - 市川市八幡二丁目15番10号 パティオ7階。第一スタジオと第二スタジオを放送に使用していた。
  - 後に河合塾マナビス市川校の教室となった。
- 送信所 - 市川市八幡3-5-1キャピタルタワー屋上
- 予備送信所 - パティオ屋上

#### サービスエリア
「FMアンテナやカーステレオで受信できる千葉県市川市広域圏で居住人口は約200万人で、市川市はもとより、松戸市、鎌ケ谷市、船橋市など市川市近郊の地域でも受信できます。」と称していた。ジェイコム市川（旧・JCN市川）84.4MHz、USEN I-1chでも再送信していた。
- 隣接する東京都区部、千葉県北西部でも受信できた。東京湾沿岸部の千葉県千葉市、市原市、木更津市、神奈川県川崎市、横浜市、横須賀市では、スポット的に受信できる場所もあった。
- 船橋市三山送信所周辺では、NHK-FM千葉（80.7MHz、5kW）とbayfm（78.0MHz、5kW）の影響を受けて、受信しづらい地域があった。
- 開局当初は空中線電力、標高ともに低かったため、市川市内でも一部地域ではNHK-FM水戸（83.2MHz、1kW）との混信が避けられなかったが、送信所移転により受信状態が改善された。
- コミュニティ放送局の中では数少ない垂直偏波で発射していた。垂直偏波はアンテナを地面に対して垂直（縦方向）にすることで、受信状況が改善する場合がある。

### 出資者・スポンサー
- 出資者[8]：加藤新聞舗（読売新聞専売店）、市川市、京葉ガス、東京ベイ信用金庫、山崎製パン、学校法人千葉学園、ジェイコム市川、市川JC（市川青年会議所）持株会、市川市医師会、本八幡ビル、昭和興業
  - 日下部雅己代表取締役と加藤新聞舗がマスメディア集中排除原則にいう支配関係[9]にあった。
- スポンサー（展開ブランド名）：昭和興業（昭和セレモニー）、加藤新聞舗、和泉家石材店、日本赤十字社、京葉ガス、メイショウグループ、東洋ゼンマイ 等
- 過去のスポンサー（展開ブランド名）：ピーアーク、市川郵便局、国分土地建物（センチュリー21）、東急観光市川支店、テイクプラン 等

## 沿革
- 1997年（平成9年）3月27日 - 市川エフエム放送株式会社設立
- 1998年（平成10年）
  - 9月17日 - 放送局（現在の特定地上基幹放送局）の免許取得、空中線電力10W[10]
  - 9月20日 - 開局
- 1999年（平成11年）7月14日 - 市川市と「災害時における緊急放送等に関する協定」を締結[11]
- 2001年（平成13年）6月25日 - 空中線電力20Wへの増力許可[12]
- 2004年（平成16年）1月26日 - 登録点検事業者（現・点検のみ行う登録検査等事業者等）として登録[13]
- 2011年（平成23年）
  - 東日本大震災に際し、茨城県高萩市の臨時災害放送局たかはぎさいがいエフエム（JOYZ3O-FM）の開局にFMながおかと茨城放送とともに協力[14]
  - 10月 - 自殺未遂をした従業員が職場復帰後に自殺（市川エフエム放送事件と呼ばれる。）
- 2015年（平成27年）7月8日 - 市川エフエム放送事件で、千葉地方裁判所が安全配慮義務違反があったとして損害賠償約3千万円の支払いを命じる判決
- 2016年（平成28年）
  - 上記の市川エフエム事件で4月27日に東京高裁判決
  - 11月30日 - 23時17分に放送を休止し、放送休止を届出
  - 12月1日 - 破産手続開始の申立て
  - 12月5日 - 破産手続開始の決定
- 2017年（平成29年）
  - 6月 - 特定地上基幹放送局廃止
  - 7月14日 - エフエム浦安が移転し放送を開始
  - 12月5日 - 清算結了[15]

## 放送内容
- 放送開始は月曜日から金曜日が8時45分、土曜日と日曜日は9時45分からだった。終了は曜日ごとに異なり、23時15分から27時までだった。
- 番組が組まれていない早朝などはフィラー音楽やトレーニング番組を放送または機材調整を実施した。
- 番組によっては既定の時間を超えて放送した。
- ニュース・天気・広告そのほか一部の番組を除き、市民、学生、ボランティアグループのメンバーなどが放送ボランティアとして番組制作に協力した。
- 全国ニュースは読売新聞社、ローカルニュースは市川よみうりから配信されているものを使用した。
- 天気予報はおもに千葉県北西部の予報を放送した。
- 時報は放送せず、早朝を除く毎正時前にステーションIDを放送した。
- 職場体験を受け入れ、平日日中の番組内に地元小中学生が生出演することがあった。
- 放送予定は読売新聞千葉版のテレビ欄に毎日掲載した。市川よみうりにも番組表を掲載していた。

自社制作番組のみ記載。
帯番組

- I&U-LaLa 夜明けのセレクション（4:00 - ）
- I & U-LaLa ブランチ・ミュージック（10:00 - ）
- 〜VIVAちば市川〜Lalala♪RADIO（13:00 - ）※土・日も13:00 -　放送。
- I&U-LaLa アフタヌーンミュージック（13:30 - ）
- 午後3時のうららかラジオ！（15:00 - ）
- I & U-LaLa Evening Zone（16:00 - ）

月曜日

- 美姫ヒカル子のときめきgoodTIME（第2・第4 18:00 - ）
- 著者に聴いてみた（18:30 - ）
- ぽけとん！（第1・第3 19:30 -）
- 上田聡＆石井哲也の目からうろこなお話（第1・第3 19:30 - ）
- 幸せを呼ぶ腸内フローラ～今日も絶好腸！～（第1・第3 21:00 - ）
- flagship Monday Radio Show 不可能を栞音（かのん）にするラジオ（22:30 - ）
- 会いに行く教会ラヂヲ（翌 24:00 - ）

火曜日

- ウィンディーズマニア！シャバダバ！（18:30 - ）
- マダムソングライターひろね、のおほほ部屋（19:00 - ）
- どら美の人生リサイクル（第1・第3 19:30 - ）
- できそうラジオ（第2・第4 19:30 - ）
- 高橋フムミの勝手に聴きやがれ！（第1・第3 20:00 - ）
- シークレット・えまCH（第1・第3 22:00 - ）
- なごみラジオ（第2・第4 22:00 - ）
- ラジオとラジコ（23:00 - ）

水曜日

- 教材は、人と町だ。（第1・第3 12:00、第5は再放送）
- 山下レーシング倶楽部（第2・第4 17:30 - ）
- 声友演舞絵巻（第2・第4 18:00 - ）
- マッスル力也の超ビッグWednesday（19:00 - ）
- プロジェクト・リーフェリア 虹の架け橋（19:30 - ）
- DANCE WAVE（20:00 - ）
- 笑っていいとおもう（第1・第3 21:00 - ）
- 佐野うさぎの市川いちかわ（第2・第4 21:00 - ）
- 市川オバンギャルず（第2・第4 21:30 - ）

木曜日

- にし！にし！西通り！（12:00 - ）
- 島崎・楠木の　Steam Out !!（第1・第3 17:30 - ）
- はいぢの休憩室（第2・第4 17:30 - ）
- 茅弓陽菜と谷合律子のvoice & sound NEO!!（19:00 - ）
- ドクニモクスリニモ（第1 20:00 - ）
- KAZUNOの「えんぱやRADIO」（21:00 - ）
- あつまれ・愛妻家！～今日もあしたも、アイラブユー～（第1・第3 21:30 - ）
- 秘密の花園 Second（第2・第4 21:30 - ）
- てぃあ☆なこの、木10！！おしゃべりツインタワー！（第1・第3 22:00 - ）
- 石原吉祥のファイターズkissyou（第2・第4 22:00 - ）
- 遠矢大門の寡黙なラジオ（第1・第3 22:30 - ）
- ◯◯以上、◯◯未満なオンナたち（第2・第4 22:30 - ）
- Bay City Caller（第4 21:00 - ）
- RADIO CROSSING（翌日 24:00 - ）

金曜日

- ルピナスTIME（19:00 - ）
- スタラジ（19:30 - ）
- 森崎仁貴の釣ったべ（第1・第3 20:00 - ）
- 竹中 睦のSound for you（第1 20:30）
- 弱つよむ のフニャフニャラヂヲ！（第2 20:00 - ）
- ミギオの♭♯に（第1 21:00 - ）
- 理桜のGalaxy Night（第3 21:00 - ）
- とくたけ純平の #何が起きてる市川市（第4 21:00 - ）
- 江口まさるのMurphy's Law（22:00 - ）
- MickのFor the Future☆（22:15 - ）
- Everybody !Silly vacation！（第1・第3 22:30 - ）
- CLOVER～四葉の詩～（第2・第4 22:30 - ）
- 誰かに贈るプレイリスト（第1・第3 23:00 - ）
- KEUなラジオ（第2・第4 23:00 - ）
- ０からのメッセージ（23:30 - ）
- 羽藤萌結の燃ゆるラジ音（第1・第3 24:00 - ）

土曜日

- 週刊・歌の手帖（7:00 - ）
- エンたま！（11:00 - ）
- 三橋加奈子のSaturday Bell（12:00 - ）
- Diamond Saturday（13:30 - ）
- いちだーすな昼下がり（第1・第3 14:30 - ）
- うちぼー！ラジオ（第2・第4・第5 14:30 - ）
- 言葉の宝箱～コトバコ～（15:30 - ）
- ゆうからラジオ放送局（第1・第3 16:00 - ）
- 本八幡駅前院ラジオ 〜からだ整えトーク〜（第2・第4 16:00 - ）
- MVAのライフリンク（16:30 - ）
- MKz square 放送部！（18:30 - ）
- 宮西良治の“浜田省吾”を語ろう！（第1・第3　19:00 - ）
- 真優のBinaural Station（20:00 - ）
- なおラジ！～七つの音をあなたに～（22:30 - ）
- 特撮ラジオ～略してトクラジ～（第1・第3 23:00 - ）
- ちゅー2の時間割（第2・第4 23:00 - ）
- 祐香のキラキラOLへの道！（23:30 - ）

日曜日

- Mikiのいちうらサンサン日和（第2・第4 10:00 - ）
- てぇてぇ亭（11:00 - ）
- 中島加寿代のときめきウィンド（第2・第4 11:30 - ）
- 美姫ヒカル子のhappyはっぴーTIME♪♪♪（第1・第3 12:00 - ）
- スペシャルアカデミーのドリームキャッチャー（12:30 - ）
- つきさばレディオneo（第1・第3 13:00 - ）
- 百山月花のムーンジックラジオ（第2・第4 13:30 - ）
- 動物たちからのラブレター（第1・第3 14:00 - ）
- あらい正和とバニークラッシュ！（第2 14:00 - ）
- フォルツァ！スパルタ学園！（第4 14:00 - ）
- ボイスナビちば（14:50 - ）
- 赤石智の夕ー友ー遊ー（16:00 - ）
- ラジオ楽しんご（17:00 - ）
- 音楽横丁１番地（18:00 - ）
- @とび出せ！MSW/E（第1・第3 18:30 - ）
- エンタメ戦士！すとくり★サンデー（第2・第4 18:30 - ）
- きしのりこのほげほげRadio（19:00 - ）
- エムケイボイスマックス・ラジオドラマ（19:30 - ）
- インスタントジョンソン・ゆうぞう先生の音の葉・言の葉・ハイスクール！！（または）インスタントジョンソン・じゃいのサンデーちゃん！（20:00 - ）
- 劇団ウエスト・ハウスのいつでもゴールデンTIME!!（第1・第3 21:00 - ）
- N_の旋律（第2・第4 21:00 - ）
- さくらこのさくちゃんねる（21:30 - ）

- JPとビスケッティ佐竹の「どよめく化け者」（22:00 - ）

- レッドピルラジオショー（第1・第3 22:30 - ）
- 喫茶りせっと。（第2・第4 22:30 - ）
- お笑い芸人ぶそんのラジオ100％（23:00 - ）

## ラジオぼーや
マスコットキャラクター。携帯用ストラップ、ステッカーのグッズがあった。

## 廃止後
2018年（平成30年）3月23日、市川エフエム放送事件の遺族が、実質的な経営者だった男性取締役が安全配慮義務を欠いたとして取締役個人の責任を追及する提訴をした。